# Orectochilus spinosus
Orectochilus spinosus is een keversoort uit de familie van schrijvertjes (Gyrinidae). De wetenschappelijke naam van de soort is voor het eerst geldig gepubliceerd in 1917 door Zimmermann.